# Pokémon Sword en Shield
Pokémon Sword en Pokémon Shield zijn de eerste computerspellen in de 8ste Pokémon computerspellenreeks, die door Nintendo werden aangekondigd tijdens Pokémon Direct op 27 februari 2019. De spellen Pokémon Sword en Shield werden wereldwijd vrijgegeven voor de Nintendo Switch op 15 november 2019.
De conceptplanning van Sword en Shield begon onmiddellijk na de voltooiing van Pokémon Sun en Moon in 2016, terwijl de volledige productie een jaar later eind 2017 begon. Net als eerdere afleveringen, beschrijven ze de reis van een jonge Pokémon-trainer in de nieuwe regio Galar, die zich baseert op het Verenigd Koninkrijk. Het hoofddoel van de spellen is om de Pokémon League Champion Leon te onttronen in een toernooi waaraan verschillende andere Gym Leaders deelnemen. Sword en Shield introduceren 81 nieuwe Pokémon naast 13 regionale varianten van reeds bestaande Pokémon, met de komst van twee DLC’s werd dit aantal verder uitgebreid; Dynamaxing, waardoor de grootte van Pokémon onder bepaalde omstandigheden toeneemt; Gigantamaxing, die bovendien de vorm van bepaalde Pokémon verandert; en de Wild Area, een groot, open wereldgebied met vrije camerabeweging die raid-gevechten bevat. De twee games introduceren ook functies die eerder te zien waren in Sun en Moon en Pokémon: Let's Go, Pikachu! en Let's Go, Eevee!, zoals regionale varianten en zwervende Pokémon afgebeeld in de bovenwereld. Pokémon Sword en Shield werden in februari 2019 aangekondigd en werden in november 2019 wereldwijd uitgebracht.
Vanaf november 2019 hebben Sword en Shield wereldwijd meer dan zes miljoen eenheden verkocht. In Japan verkochten de spellen in de eerste drie dagen twee miljoen eenheden en werden daarmee de snelst verkopende Switch-spellen in Japan. In de VS verkochten ze meer dan twee miljoen eenheden tijdens hun openingsweekend.
Op 17 juni 2020 kwam de DLC de Isle of Armor uit door middel van een aan te schaffen Expansion Pass. Later dat jaar zal ook de Crown Tundra worden uitgebracht. Deze DLC’s introduceren nieuwe legendarische Pokemon zoals Kubfu, Urshifu, Calyrex, Regieleki, Regidrago en de mythische Pokémon Zarude.

## Het verhaal
De spellen spelen zich af in de nieuwe regio, Galar genaamd. Deze regio is gebaseerd op het Verenigd Koninkrijk. In het begin van de spellen moet de speler kiezen tussen drie starter Pokémon ofwel: Grookey, Scorbunny of Sobble.
Veel steden hebben Pokémon Gym's die lijken op enorme voetbalstadions. Elke Gym heeft zijn eigen Gym Leader. De speler moet deze verslaan om gym badges te verzamelen. Als de speler er 8 bij elkaar heeft verzameld kan de speler meedoen aan de Pokémon League. Het grootste toernooi in de Galar regio. De winnaar van dit toernooi wordt bekroond tot de kampioen van de Galar region.

## Ontwikkeling
Ontwikkeling voor Pokémon Sword and Shield begon gelijk na de ontwikkeling voor Pokémon Sun en Moon in 2016. Rond de duizend mensen van verschillende bedrijven waren betrokken bij de development en marketing van Pokemon Sword and Shield. 200 Game Freak werknemers waren direct betrokken bij het ontwikkelen van het nieuwe spel. Ongeveer 100 medewerkers van Game Freak waren verantwoordelijk voor de 3D-modellen van de Pokémon in het spel.
Het idee van kracht en streven om de grootste en sterkste te zijn, was een van de kernthema's die Game Freak gebruikte bij het ontwerpen van de spellen. Dit komt tot uitdrukking in de status van de Nintendo Switch als de krachtigste console om een Pokémon-game te draaien, met functies zoals Dynamaxing en verwijzingen naar Britse folklore. De soundtrack van de game is geïnspireerd op Britse rockmuziek. Een nummer werd gecomponeerd door Toby Fox, vooral bekend als de maker van Undertale en Deltarune. De mogelijkheid van de Switch om grotere Pokémon-modellen weer te geven en grotere grootteverschillen tussen soorten te tonen, is de kern van de Dynamax-functie. Het idee van "groeien en evolueren" is een kernconcept van de spellen - voor zowel de trainer als hun Pokémon - voortkomend uit de ervaring van producent Junichi Masuda en regisseur Shigeru Ohmori met de franchise.

## Release
De spellen werden aangekondigd door een special bericht van The Pokémon Company-president, tijdens Nintendo's E3 presentatie in 2017. Tijdens de presentatie werd verteld dat Game Freak aan het werk was aan een nieuw Pokémon spel.
Sword en Shield werden volledig onthuld in een speciale Nintendo Direct-presentatie op 27 februari 2019, waarin de regio van de games en starter-Pokémon werden geïntroduceerd. De presentatie viel samen met Pokémon Day, een fanviering van Pokémon op de verjaardag van de Japanse release van Pokémon Red and Green. Een tweede Nintendo Direct over de spellen werd gehouden op 5 juni 2019, die enkele van zijn nieuwe functies, personages en Pokémon onthulde, waaronder de legendarische Pokémon Zacian en Zamazenta, die op de box-art verschijnen. De releasedatum van 15 november 2019 werd ook aangekondigd als onderdeel van deze presentatie. Game Freak beperkte opzettelijk het aantal nieuwe Pokémon dat werd onthuld via promotiemateriaal om spelers aan te moedigen ze in het spel te ontdekken.

## Ontvangst en opinie
De beslissing om niet alle bestaande Pokémon in Sword en Shield op te nemen, kreeg te maken met een terugslag van een segment van de fancommunity, wat leidde tot termen als "Dexit" en "Bring Back National Dex" en roept op tot een boycot om te trend op sociale media maanden vooruit op hun release. Desondanks ontvingen Sword en Shield over het algemeen positieve beoordelingen van critici. Bijzondere lof was gericht op het ontwerp van de wezens, nieuwe functies en de nadruk op eenvoud en gestroomlijnde ontmoetingen, hoewel sommigen de kleinere Pokédex van de game en het gebrek aan glans of inhoud bekritiseerden.